# Amazon (1997)
Amazon ist ein US-amerikanischer Dokumentarfilm aus dem Jahr 1997. 1998 wurde der Film in der Kategorie Bester Dokumentar-Kurzfilm für den Oscar nominiert.

## Handlung
Der Film führt den Zuschauer in die Welt des Amazonas, des größten Flusses der Erde. Viele der hier lebenden Tiere und Pflanzen sind den meisten Menschen unbekannt. Nur wenige Angehörige der einheimischen Volksstämme, insbesondere deren Schamanen und Medizinmänner, kennen die Geheimnisse dieser bislang noch von der Wissenschaft unentdeckten Arten. Einer dieser Schamanen trifft auf seiner Reise flussabwärts den Ethnobotanisten Dr. Mark Plotkin. Der Einheimische zeigt dem Forscher die verschiedensten Tiere und Pflanzen und die hier lebenden Ureinwohner.

## Hintergrund
Sprecher in der Originalversion des im IMAX-Verfahren gedrehten Films war die Schauspielerin Linda Hunt.